# Paraphlebia duodecima
Paraphlebia duodecima là loài chuồn chuồn trong họ Megapodagrionidae. Loài này được Calvert mô tả khoa học đầu tiên năm 1901.